# Quartetto delle macchine mortali
Il quartetto delle macchine mortali (Mortal Engines Quartet o anche Hungry City Chronicles) è un ciclo di romanzi per ragazzi fantasy con elementi steampunk scritto da Philip Reeve e pubblicato a partire dal 2001.

## Romanzi del ciclo
1. Macchine mortali (Mortal Engines, 2001)
2. L'oro dei predoni (Predator's Gold, 2003)
3. Congegni infernali (Infernal Devices, 2005)
4. Pianura oscura (A Darkling Plain, 2006)

### Altri romanzi
1. Traction City
2. Traction City Codex
3. Night Flights
4. The Illustrated World of Mortal Engines

## Personaggi principali

### Hester Shaw
Hester Shaw è la protagonista. È un'adolescente dai capelli color rame e gli occhi grigi, suo principale segno distintivo è la cicatrice che le ha portato via un occhio e le ha deturpato la faccia in modo orripilante; per questo motivo porta uno scialle intorno alla bocca.
Nel libro è figlia di Padora Shaw e probabilmente di Thaddeus Valentine o di David Shaw, mentre nel film la sua parentela con Valentine è certa. È nata nel 992 TE(data creata dopo la guerra dei sessanta minuti). Nasce e vive nelle Oak Island fino al ritorno di Valentine che tenta di ucciderla, viene però salvata da Shrike che si occuperà di lei fino a quando non inizierà a dare la caccia a Valentine.
È dotata di un animo spietato e vendicativo, ma nel corso della serie fa emergere anche un lato umano, principalmente nei confronti di Tom, con cui avrà una relazione. Alla fine del secondo libro, negli ultimi capitoli, si scopre che è rimasta incinta di Tom. Nel terzo libro i due, ormai una famiglia a tutti gli effetti, hanno una figlia di nome Wren.
Nel film Macchine mortali Hester è interpretata da Poppy MacLeod (Hester bambina) e Hera Hilmar (Hester adolescente).

### Tom Natsworthy
Tom Nasworthy è il coprotagonista della serie. Ha 15 anni e ha perso i suoi genitori quando ne aveva 6. All'inizio della serie è apprendista storico di terza classe, ma diventerà pilota. Inizialmente prova grande ammirazione per Thaddeus Valentine, ma cambierà opinione quando Hester gli dirà ciò che ha fatto alla sua famiglia. Inizierà a provare dei sentimenti per Hester e avrà una relazione con lei dal secondo libro in poi. Alla fine del secondo Hester rimane incinta di lui e nel terzo i due hanno una figlia Wren.

### Anna Fang
Anna Fang è un anti-trazionista molto influente. È nata nel 962 TE ad Arkangel. Ha i capelli neri e i tratti asiatici.

### Wren Natsworthy
Wren Natsworthy è l'unica figlia di Tom ed Hester Natsworthy. Alla fine del 4° libro si fidanzerà con Theo Ngoni. È nata ad Anchorage-in-Vineland nel 1010 TE ed ha circa 15 anni. Ha i capelli rossi, gli occhi grigi e un naso lungo. È un po' ingenua ma anche gentile ed intelligente, ma anche molto determinata. Nel libro specificano che è molto simile caratterialmente a Katherine Valentine. Appare per la prima volta nel 3° libro 'Congegni Infernali'.

### Theo Ngoni
Aviatore africano, alla fine della serie si sposerà con Wren Natsworthy.

## Altri media
Nel 2018 è uscito il film Macchine mortali, con Hera Hilmar nel ruolo di Hester Shaw, riassumendo il primo libro della saga.